# Justicia andrographioides
Justicia andrographioides är en akantusväxtart som beskrevs av C. B. Cl.. Justicia andrographioides ingår i släktet Justicia och familjen akantusväxter. Inga underarter finns listade i Catalogue of Life.